# Myrcia vellozoana
Myrcia vellozoana är en myrtenväxtart som beskrevs av Otto Karl Berg. Myrcia vellozoana ingår i släktet Myrcia och familjen myrtenväxter. Inga underarter finns listade i Catalogue of Life.